# Joaquín Sosa
Enzo Joaquín Sosa Romañuk, noto semplicemente come Joaquín Sosa (Fray Bentos, 10 gennaio 2002), è un calciatore uruguaiano, difensore dell'Ind. Santa Fe in prestito dal Bologna.

## Caratteristiche tecniche
È un difensore centrale di piede sinistro, che può ricoprire anche il ruolo di terzino.

## Carriera

### Club

#### Inizi, Nacional e prestiti
Cresciuto nel settore giovanile dell'Anglo de Fray Bentos e del Nacional, debutta con quest'ultima in prima squadra il 7 aprile 2021 in occasione della finale di ritorno per l'assegnazione della Primera División Profesional 2021 vinto 1-0 contro il Rentistas, dove serve a Gonzalo Bergessio l'assist per il gol decisivo. Quattro giorni più tardi passa in prestito proprio al Rentistas insieme al compagno Emiliano Villar.

#### Bologna e prestiti
Il 17 agosto 2022 viene acquistato a titolo definitivo dal Bologna, in Serie A. Esordisce con i felsinei il 2 ottobre seguente, nella sconfitta per 3-0 in campionato casa della Juventus.
Il 5 settembre 2023 Sosa viene ceduto in prestito annuale, con diritto di riscatto e contro-riscatto, alla Dinamo Zagabria, nella massima serie croata. Con il club croato gioca soltanto tre partite tra campionato e coppa nazionale.
Visto lo scarso utilizzo, il 15 gennaio 2024, il Bologna cede in prestito il difensore al CF Montréal, con cui ha disputato nell'arco della stagione 23 partite tra campionato e coppe.
A gennaio 2025 va di nuovo via da Bologna in prestito, questa volta rimanendo in Emilia, alla Reggiana, in Serie B.

### Nazionale
Ha giocato nelle nazionali giovanili uruguaiane Under-15 ed Under-17.

## Statistiche

### Presenze e rete nei club
Statistiche aggiornate al 13 maggio 2025.
| Stagione            | Squadra         | Campionato      | Campionato | Campionato | Coppe nazionali | Coppe nazionali | Coppe nazionali | Coppe continentali | Coppe continentali | Coppe continentali | Altre coppe | Altre coppe | Altre coppe | Totale | Totale |
| Stagione            | Squadra         | Comp            | Pres       | Reti       | Comp            | Pres            | Reti            | Comp               | Pres               | Reti               | Comp        | Pres        | Reti        | Pres   | Reti   |
| ------------------- | --------------- | --------------- | ---------- | ---------- | --------------- | --------------- | --------------- | ------------------ | ------------------ | ------------------ | ----------- | ----------- | ----------- | ------ | ------ |
| 2020                | Nacional        | PD              | 1          | 0          | -               | -               | -               | CL                 | -                  | -                  | SU          | -           | -           | 1      | 0      |
| 2021                | Rentistas       | PD              | 25         | 2          | -               | -               | -               | CL                 | 5                  | 0                  | -           | -           | -           | 30     | 2      |
| feb.-ago. 2022      | Liverpool (M)   | PD              | 18         | 0          | -               | -               | -               | CS                 | 2                  | 0                  | -           | -           | -           | 20     | 0      |
| ago. 2022-2023      | Bologna         | A               | 10         | 0          | CI              | 1               | 0               | -                  | -                  | -                  | -           | -           | -           | 11     | 0      |
| 2023-2024           | Bologna         | A               | 0          | 0          | CI              | 0               | 0               | -                  | -                  | -                  | -           | -           | -           | 0      | 0      |
| Totale Bologna      | Totale Bologna  | Totale Bologna  | 10         | 0          |                 | 1               | 0               |                    | 0                  | 0                  |             | -           | -           | 11     | 0      |
| ago. 2023-gen. 2024 | Dinamo Zagabria | PL              | 1          | 0          | CC              | 2               | 0               |                    | -                  | -                  | -           | -           | -           | 3      | 0      |
| 2024                | CF Montréal     | MLS             | 19         | 0          | CC              | 1               | -               |                    | -                  | -                  | LC          | 3           | 0           | 23     | 0      |
| gen.-ago. 2025      | Reggiana        | B               | 8          | 0          | -               | -               | -               |                    | -                  | -                  |             | -           | -           | 8      | 0      |
| Totale carriera     | Totale carriera | Totale carriera | 82         | 2          |                 | 4               | 0               |                    | 7                  | 0                  |             | 3           | 0           | 95     | 2      |

## Palmarès

### Competizioni nazionali
- Campionato uruguaiano: 1

Nacional: 2020